# Joaquín Arcadio Pagaza
Joaquín Arcadio Pagaza y Ordóñez (Valle de Bravo, Estado de México, México, 6 de enero de 1839-Xalapa, Veracruz, México, 11 de septiembre de 1918) fue un prelado católico, escritor, traductor y académico mexicano.

## Semblanza biográfica
Realizó sus estudios en el Seminario Conciliar de México, al cual ingresó en 1853; se ordenó sacerdote el 19 de mayo de 1862. Fue asignado a la parroquia de Taxco, la cual dirigió durante ocho meses. Impartió clases en el Sagrario Metropolitano de la Ciudad de México, y poco después fue asignado a la parroquia de Tenango del Valle, donde residió ocho años.
Desde su época de seminarista comenzó a escribir poesías, las cuales se dieron a conocer en el periódico La Voz de México por iniciativa del padre Tirso Rafael de Córdoba. De regreso en la Ciudad de México se hizo cargo del Sagrario Metropolitano y fue canónigo de la Catedral Metropolitana de la Ciudad de México. El 3 de octubre de 1882 fue nombrado miembro correspondiente de la Academia Mexicana de la Lengua y poco después fue elegido miembro de número; tomó posesión de la silla II el 4 de septiembre de 1883. Continuó publicando sus sonetos en las Memorias de la Academia Mexicana de la Lengua, correspondiente de la Real Española y en El Tiempo.
En 1889 la Academia de la Arcadia de Roma le otorgó el título de árcade romano y el seudónimo de Clearco Meonio, el cual deriva de «Kléarcos, quien fuera discípulo de Aristóteles y de Maiónios, natural de Meonia, provincia de Asia Menor, patria de Homero».
En 1892 fue nombrado rector de su alma mater y en 1895 fue consagrado obispo de la diócesis de Veracruz, la cual dirigió desde su sede en la Catedral Metropolitana de Xalapa hasta el día de su muerte. En 1896 tomó parte del V Concilio Provincial Mexicano. Siguió publicando sus poemas y traducciones. Ofició su última misa el 15 de julio de 1918 y murió el 11 de septiembre de ese año en su sede episcopal.

## Obras publicadas
- Murmurios de la selva, 1887.
- María: fragmentos de un poema descriptivo de la tierra caliente, 1890.
- Algunas trovas últimas, 1893.

Realizó traducciones de algunas obras de Horacio y de Virgilio, además del libro Los lagos de la Rusticatio mexicana, de Rafael Landívar.